# Riley Finn
Pour les articles homonymes, voir Finn (homonymie).
Riley Finn est un personnage fictif de la série télévisée Buffy contre les vampires. Il est interprété par l'acteur Marc Blucas et est un personnage régulier de la série durant toute la saison 4 et la première partie de la saison 5.

## Apparitions
Riley est l'un des personnages principaux de la série pendant deux demi-saisons, apparaissant au générique, de La Fin du monde (4x11) à Par amour (5x10).

### Saison 4
Riley apparaît au début comme l'assistant du professeur Maggie Walsh et développe une relation amicale avec Buffy. Mais, dans l'épisode Intrigues en sous-sol, on découvre qu'il fait partie de l'Initiative, une organisation secrète militaire et gouvernementale dans laquelle il est le bras droit du professeur Walsh. Ses sentiments pour Buffy deviennent plus profonds et ils débutent une relation amoureuse lors de l'épisode Un silence de mort. Il intègre Buffy à l'Initiative et combat à ses côtés mais le meurtre du professeur Walsh (Piégée), qui a tenté de tuer Buffy et pour lequel la Tueuse est soupçonnée, détériore leurs relations. De plus, les produits que prend Riley à son insu pour qu'il soit plus fort le rendent instable (Stress) et il couche avec Faith alors que cette dernière a changé de corps avec Buffy (Une revenante, partie 2). Mais tous les deux se réconcilient et Riley participe à la victoire sur Adam, résistant au contrôle que tentait de lui imposer celui-ci (Phase finale).

### Saison 5
À la suite de la dissolution de l'Initiative à la fin de la saison précédente, Riley devient un membre à part entière du Scooby-gang. Mais, très vite, il confie à Alex, avec qui il est devenu très ami, qu'il pense que Buffy ne l'aime pas (Le Double). De plus, à la suite de l'opération du cœur qu'il subit dans l'épisode Quand Spike s'en mêle, il perd sa super-force et développe un complexe d'infériorité par rapport à la Tueuse. La maladie de Joyce contribue aussi au fait que Buffy délaisse de plus en plus Riley. Cherchant à mettre du piment dans sa vie et à comprendre les relations de Buffy avec certains vampires (comme Angel), il se fait mordre volontairement par une vampire mais est surpris au cours d'une de ces séances par Buffy. Cet événement conduit à la rupture définitive entre Buffy et Riley et il quitte Sunnydale pour intégrer un commando spécial de l'armée spécialisé dans la chasse aux démons (épisode Par amour).

### Saison 6
Il revient à Sunnydale le temps d'un épisode (La roue tourne) pour demander son aide à Buffy dans la traque d'un démon particulièrement dangereux. Il apprend à la Tueuse qu'il s'est marié récemment avec Samantha, une de ses coéquipières. Cette dernière confie à Buffy que Riley a mis un temps fou pour l'oublier.

### Saison 7
Bien que le personnage de Riley n'apparaisse pas au cours de cette saison, Buffy et Spike font appel à lui lorsque la puce du vampire devient défectueuse et menace la vie de Spike. Buffy contacte son ancien amant qui par l'intermédiaire d'un militaire offre la possibilité à Buffy de soigner Spike (épisode Duel).

### Dans les comics
Au cours de la saison 8 en comics, Riley revient prêter main-forte à Buffy comme agent double qui travaille pour Twilight sur la demande de Buffy. Il apparaît également au tout début de la saison 9.

## Caractérisation
Pour Joss Whedon, il était très important que Riley soit très différent d'Angel, tout en ayant sa solidité et sa force, afin que Buffy et les téléspectateurs ne cherchent pas à le comparer à Angel. Il était donc satisfait d'avoir trouvé ce qu'il cherchait en Marc Blucas, qui lui rappelait Gary Cooper. Doug Petrie le compare pour sa part à James Stewart, l'archétype du héros américain, un leader charismatique mais très conventionnel avec un petit côté prétentieux et naïf. 
Mais vers la fin de la saison 4, et encore plus dans la saison 5, il montre de plus en plus son côté sombre, devenant plus torturé et complexe quand il se sent trahi par le gouvernement et qu'il cherche sa place auprès de Buffy.  

## Casting
Christian Kane avait auditionné pour le rôle de Riley mais il ne fut pas retenu. En revanche, Joss Whedon lui offrit la même année le rôle de Lindsey McDonald dans la saison 1 d'Angel (le spin-off de Buffy contre les vampires).